# Micrurus ibiboboca
Micrurus ibiboboca là một loài rắn trong họ Rắn hổ. Loài này được Merrem mô tả khoa học đầu tiên năm 1820.